# Psilopsiagon aymara
La catita aimará (Psilopsiagon aymara), también conocida como catita serrana grande,  es una especie de ave de la familia Psittacidae. Puede ser encontrada en Argentina y Bolivia y como especie hipotética en Chile.
Sus hábitats naturales son: matorral tropical o subtropical de gran altitud.

## Características
Es un psitácido sudamericano de pequeño tamaño, siendo una de las dos especies del género al que pertenece. Mide entre 18 y 21 cm y pesa unos 65 gramos. Su dorso y cola son de color verde intenso, pecho y rabadilla son oliva o canela blancuzcos, su cara y garganta blanca contrastan con un casco pardo grisáceo. Y el pico y las pata son color rosado pálido (color piel).
Asemeja a una Myiopsitta monachus de menor tamaño. Se diferencia de la especie Psilopsiagon aurifrons por ser ligeramente mayor y de coloración distinta.